# قاقلية
القاقلية أو القاقُلة أو الهال أو الهَيل (الاسم العلمي)، جنس نباتات من فصيلة الزنجبيلية. منتشر في جميع أنحاء المناطق المدارية الأفريقية وكذلك بعض جزر المحيط الهندي (مدغشقر، جزر سيشل، وموريشيوس). أنواعها 50.